# توافقنامه دوحه (۲۰۰۸)
توافقنامه دوحه (به عربی: اتفاق الدوحة) نام توافقنامه‌ای در عرصه سیاست داخلی لبنان است که در تاریخ ۲۱ مه ۲۰۰۸ میلادی توسط جناحین مختلف لبنانی و با میانجی‌گری کشور قطر و اتحادیه عرب در شهر دوحه امضا شد.

## تاریخچه
در پی ۱۸ماه نارآمی‌های داخلی و به اوج رسیدن درگیری‌های داخلی ماه مه ۲۰۰۸ که لبنان را به یک قدمی جنگ داخلی کشانده بود، رهبران و نمایندگان احزاب مختلف لبنانی برای جلوگیری از آغاز جنگ داخلی در آن کشور، نمایندگان ارشد جناح‌های سیاسی مختلف لبنان، جهت خارج شدن از بن بست سیاسی و برای تشکیل دولت ائتلاف ملی و انتخاب رئیس‌جمهور و تغییرات در صحنه سیاسی آن کشور، به دعوت شیخ حامد بن خلیفه آل ثانی، امیر قطر و با حضور نمایندگان اتحادیه عرب در شهر دوحه گردآمدند.

## توافق دوحه
سرانجام پس از پنج روز گفتگوی متوالی و فشرده میان احزاب موافق دولت با مخالفین دولت و با میانجی‌گری نمایندگان ارشد کشورهای عربی، بخصوص امیر و نخست وزیر قطر، در تاریخ ۲۱ مه ۲۰۰۸ دو طرف، توافقنامه‌ای را امضا کردند.
بر اساس آن:
- انتخاب ژنرال «میشل سلیمان» به عنوان رئیس‌جمهور جدید لبنان.[۶]
- طرح تدوین یک قانون جدید انتخاباتی در آینده.[۶]
- جناح اکثریت در دولت وحدت ملی، شانزده وزیر خواهد داشت و نخست وزیر را تعیین می‌کند.[۶]
- مخالفان به سرپرستی حزب‌الله لبنان یازده وزیر و دارای «حق وتو» خواهند بود.[۶]
- سه وزیر توسط رئیس‌جمهور انتخاب خواهند شد.[۶]
- استفاده از سلاح در درگیری‌های داخلی ممنوع می‌شود.[۶]
- چادرهای اعتراضی مخالفان در مرکز بیروت جمع می‌شوند.[۶]
- قانون جدیدی برای تقسیم کشور به مناطق انتخاباتی کوچکتر تدوین می‌شود.[۶]